# 크라스노야르스크역
크라스노야르스크역(러시아어: Красноярск-Пассажирский вокзал)은 러시아 크라스노야르스크 지방 크라스노야르스크에 있는 역으로, 시베리아 횡단철도의 철도역이다. 크라스 노야 르 스크에 최초의 철도가 도달 한 것은 1895년 12월 6일이다. 초대의 역사는 1895년에 지어졌다. 2대째의 역사는 1961년에, 3대째의 역사는 2003년에 지어졌다.